# Brâncovenești (gmina)
Brâncovenești – gmina w Rumunii, w okręgu Marusza. Obejmuje miejscowości Brâncovenești, Idicel, Idicel-Pădure, Săcalu de Pădure i Vălenii de Mureș. W 2011 roku liczyła 3972 mieszkańców.